# 戈洛加努鄉
45°37′N 27°16′E / 45.617°N 27.267°E
戈洛加努鄉（羅馬尼亞語：Comuna Gologanu, Vrancea），是羅馬尼亞的鄉份，位於該國東部，由弗朗恰縣負責管轄，面積40平方公里，海拔高度36米，2002年人口3,373，人口密度每平方公里85人。